# 柏林乡 (营山县)
柏林乡，是中华人民共和国四川省南充市营山县下辖的一个乡镇级行政单位。2019年10月，撤销合兴乡，将其所属行政区域划归柏林乡管辖。

## 行政区划
柏林乡下辖以下地区：
青松村、龙宫村、玉星村、石鼓村、四合村、长滩村、七里村、九缸村、龙坪村、屋基村和小塔村、康宁村、红梁村、烽火村、糖房村、松花村、独立村、石槽村、海螺村、石马村和马项村。